# ر. إم. كوستر
ر. إم. كوستر (بالإنجليزية: R. M. Koster)‏ (1 مارس 1934، بروكلين في الولايات المتحدة)؛ روائي أمريكي.